# 鹿児島県産業会館
鹿児島県産業会館（かごしまけんさんぎょうかいかん）は、鹿児島県鹿児島市名山町にある、鹿児島県及び県内商工団体等が出資し入居するオフィスビル兼多目的ホールである。運営は鹿児島県産業会館管理組合が行っている。市中心部に位置し、ホールは主に商工関係のイベント、総会、研修会、講演会等に利用されている。
長年にわたって鹿児島商工会議所が使用してきたが、1990年に商工会議所は鹿児島市東千石町に新築された鹿児島商工会議所ビル（アイムビル）に移転した。鹿児島商工会議所ビルでも商工関係の講演会等が行われるので、どちらでの開催かは注意すべきである。

## 概要
鹿児島県総合体育センター体育館と同様、京都の内藤建築事務所が設計し、1967年に開館した。鉄筋コンクリート建ての地上7階、地下1階の建物である。1階には鹿児島ブランドショップがあり、2階にはホール、4階には複数の会議室がある。
老朽化と耐震基準を満たさないために廃止される予定であり、現在入居している複数の団体は2025年に城山町に建設される中小企業会館へ移転する予定になっている。鹿児島ブランドショップは2024年8月によかど鹿児島の2階に仮移転する予定。
2023年、DOCOMOMO JAPAN選定 日本におけるモダン・ムーブメントの建築に認定され、廃止ではなく保存が望ましい建築物とされた。

## アクセス

### 所在地等
- 〒892-0821　鹿児島県鹿児島市名山町9番1号

### 交通
- 鹿児島市電、朝日通停留場
- 鹿児島市営バス、鹿児島交通、「金生町」バス停より徒歩約5分

## 沿革
県産業会館のある場所はかつて築町（つきまち）といい、江戸時代末期には下町会所があった。1882年（明治15年）に鹿児島商工会議所の前身にあたる鹿児島商法会議所が設立され、事務所を旧下町会所の建物に置いて以来、100年以上にわたって同じ場所に商工会議所があった。建物ははじめ木造であったが、1898年（明治31年）に木造2階建てに増築された。1913年（大正2年）にはルネッサンス様式の石造2階建ての新所屋が完成した。1933年（昭和8年）には鉄筋コンクリート2階建ての新館（博覧会記念館）が完成した。1945年6月17日の鹿児島大空襲で本館は全焼したが、新館の建物は残り、戦後の1948年（昭和23年）に新館を改修して新しい鹿児島商工会議所の所屋とした。
その後、鹿児島商工会議所および隣接する鹿児島県中小企業団体中央会・八坂神社築町社跡地の敷地を県に寄付し、この3つをあわせた2545平方メートルの敷地に、県を建設主体として産業会館が建設された。産業会館は鉄筋コンクリートで地下1階・地上7階からなり、1967年（昭和42年）5月30日に竣工した。
1972年（昭和47年）に日本銀行鹿児島支店が東千石町から上之園町に移転すると、その跡地に鹿児島商工会議所のビルを建てて産業会館から移転する計画が立てられた。新しい鹿児島商工会議所ビル（アイムビル）は遅れて1990年（平成2年）に竣工し、地上15階のうち13-14階をオーナーの鹿児島商工会議所が使用する。